# Parque eólico Punta Colorada
El Parque eólico Punta Colorada es una agrupación de aerogeneradores, ubicado en la comuna de La Higuera, Región de Coquimbo, Chile, 70 km al norte de La Serena y 3 km al suroeste de la localidad de Punta Colorada, lugar que lleva el mismo nombre del proyecto. Ocupa un área total de 242 hectáreas, y es el más grande construido por una empresa minera en Chile y uno de los más grandes en América del Sur.

## Detalles
La iniciativa contempló una inversión de US$70 millones, para producir energía que se incorpora al Sistema Interconectado Central (SIC)- energía suficiente para abastecer a 10.000 hogares. Esto evitará que 30.067 toneladas de dióxido de carbono entren a la atmósfera cada año. El montaje de las 10 turbinas –que generarán 20 MW- concluyó a fines del año 2011. Este proyecto de energía renovable, es una de las maneras en que se minimiza la huella de carbono y emisiones de Barrick.
La operación del parque eólico se llevará a cabo en forma automática, sin ser necesaria la presencia de personal en forma permanente en el lugar del proyecto. Se contempla que este proyecto ingrese al Mecanismo de Desarrollo Limpio previsto por el Protocolo de Kioto. Los bonos de carbono obtenidos por el proyecto y que sean transados constituyen un aspecto ambiental positivo adicional del proyecto dadas las reducciones de emisiones de gases de efecto invernadero y el aporte al desarrollo sustentable de Chile. Con su capacidad total, el parque evitará que unas 40.000 toneladas de dióxido de carbono ingresen a la atmósfera cada año.